# Yefri Pérez
Yefri Pérez Martínez (Baní, 24 de fevereiro de 1991) é um jogador de beisebol dominicano, que joga na posição de interbases (shortstop).

## Carreira
Pérez compôs o elenco da Seleção Dominicana de Beisebol nos Jogos Olímpicos de Verão de 2020 em Tóquio, onde conquistou a medalha de bronze após derrotar a equipe sul-coreana na disputa pelo pódio.